# Sofie Goos
Sofie Goos (* 6. Mai 1980 in Antwerpen) ist eine ehemalige belgische Triathletin und Ironman-Siegerin (2009, 2012).

## Werdegang
Sofie Goos startet als Triathletin bei Bewerben sowohl auf der Kurz- und Mitteldistanz (1,9 km Schwimmen, 90 km Radfahren, 21,1 km Laufen) und seit 2007 auch auf der Langdistanz (3,8 km Schwimmen, 180 km Radfahren und 42,195 km Laufen).

Im Juli 2008 wurde sie auf der Triathlon-Kurzdistanz Vize-Staatsmeisterin.

### Ironman-Siegerin 2009
Im November 2009 konnte die damals 29-Jährige auf der Triathlon-Langdistanz den Ironman Florida gewinnen.
Auf der Mitteldistanz erreichte sie im Juli 2011 den dritten Sieg in Folge beim Ironman 70.3 in Antwerpen.

### 5. Rang Ironman-Europameisterschaft 2012
Im Mai 2012 holte sie sich in Brasilien ihre zweiten Ironman-Sieg und im Juli wurde sie Fünfte bei der Ironman-Europameisterschaft in Frankfurt am Main.
Im Mai 2016 wurde Sofie Goos während eines Trainingslaufs im Antwerpen Park Spoor Noord von einem ihr Unbekannten mit einem Messer angegriffen. Sie erlitt Verletzungen im Bereich des Rückens sowie der Niere. Der Täter konnte anschließend verhaftet werden.
Sie startete für das BMC-Etixx Pro Triathlon Team und wurde trainiert von Bart Decru. Sofie Goos beendet mit Ende der Saison 2018 ihre aktive Karriere.

### Privates
Sie lebt mit ihrem Partner  in Antwerpen. Seit Juni 2019 ist sie Mutter einer Tochter und seit Dezember 2021 eines Sohnes.

## Sportliche Erfolge
| Datum/Jahr    | Rang | Wettbewerb                                   | Austragungsort        | Zeit     | Bemerkung                                                    |
| ------------- | ---- | -------------------------------------------- | --------------------- | -------- | ------------------------------------------------------------ |
| 27. Mai 2018  | 6    | Challenge Salou                              | Cataluña              | 04:27:10 | auf der Mitteldistanz                                        |
| 15. Apr. 2018 | 11   | Challenge Roma                               | Rom                   |          | „Mitteldistanz“ (unklare Streckenangaben)                    |
| 14. Okt. 2017 | 4    | Challenge Peguera Mallorca                   | Peguera               | 04:34:40 |                                                              |
| 7. Mai 2017   | 5    | Challenge Lisboa                             | Lissabon              | 04:20:37 | hinter der britischen Siegerin Lucy Charles                  |
| 7. Mai 2016   | 6    | Ironman 70.3 Mallorca                        | Alcúdia               | 04:45:19 |                                                              |
| 5. Juli 2015  | 6    | Ironman 70.3 Norway                          | Haugesund             | 04:22:37 | hinter der österreichischen Siegerin Eva Wutti               |
| 20. Juni 2015 | 3    | Ironman 70.3 Luxemburg                       | Remich                | 04:24:46 | [ 6 ]                                                        |
| 5. Apr. 2015  | 2    | Ironman 70.3 Brasil                          | Brasilia              | 04:17:15 |                                                              |
| 10. Mai 2014  | 2    | Ironman 70.3 Mallorca                        | Alcúdia               | 04:27:58 |                                                              |
| 14. Apr. 2014 | 2    | Ironman 70.3 San Juan                        | San Juan              | 04:26:50 | 1,9 km Schwimmen, 90 km Radfahren und 21,1 km Laufen         |
| 6. Apr. 2014  | 1    | Ironman 70.3 Texas                           | Galveston Island      | 04:06:23 | mit neuer persönlicher Bestzeit auf der Mitteldistanz        |
| 8. Sep. 2013  | 1    | Ironman 70.3 Luxemburg                       | Remich                | 04:21:27 |                                                              |
| 7. Mai 2012   | 1    | Mallorca Olympic                             | Colònia de Sant Jordi | 01:47:13 | Siegerin, nachdem Heather Jackson disqualifiziert worden war |
| 14. Aug. 2011 | 9    | Ironman 70.3 Germany                         | Wiesbaden             | 04:56:23 | Europameisterschaft auf der Mitteldistanz                    |
| 24. Juli 2011 | 1    | Antwerp Ironman 70.3                         | Antwerpen             | 04:21:24 | Goos erreicht hier den dritten Sieg nach 2009 und 2010.      |
| 25. Juli 2010 | 1    | Antwerp Ironman 70.3                         | Antwerpen             | 04:13:39 | Sofie Goos konnte ihren Sieg aus dem Vorjahr verteidigen.    |
| 16. Mai 2010  | 2    | Challenge Barcelona-Maresme                  | Barcelona             | 04:09:30 | bei der Erstaustragung zweiter Rang hinter Tiina Boman       |
| 2. Aug. 2009  | 1    | Antwerp Ironman 70.3                         | Antwerpen             | 04:08:07 | [ 9 ] [ 10 ]                                                 |
| 6. Juli 2008  | 2    | BEL Belgian National Triathlon Championships | Kortrijk              | 02:22:51 | Vize-Staatsmeisterin, hinter Joke Coysman                    |

| Datum/Jahr    | Rang | Wettbewerb                               | Austragungsort    | Zeit     | Bemerkung |
| ------------- | ---- | ---------------------------------------- | ----------------- | -------- | --- |
| 24. Juni 2018 | 9    | Ironman Sweden                           | Kalmar            | 09:47:03 | |
| 20. Aug. 2017 | 4    | Ironman Copenhagen                       | Kopenhagen        | 09:17:17 | |
| 11. Juni 2017 | 1    | Challenge Venice                         | Venedig           | 09:17:17 | |
| 27. Sep. 2015 | 10   | Ironman Chattanooga                      | Chattanooga       | 09:31:52 | |
| 23. Aug. 2015 | 2    | Ironman Copenhagen                       | Kopenhagen        | 09:03:07 | |
| 11. Okt. 2014 | 41   | Ironman Hawaii                           | Hawaii            | 10:16:31 | Rang 28 der Profi-Damen bei der Ironman-Weltmeisterschaft                                                                               |
| 24. Aug. 2014 | 2    | Ironman Copenhagen                       | Kopenhagen        |          | |
| 29. Juni 2014 | 4    | Ironman Austria                          | Klagenfurt        | 08:57:08 | mit persönlicher Ironman-Bestzeit |
| 25. Mai 2014  | 2    | Ironman Brasil                           | Florianópolis     | 09:00:21 | |
| 12. Okt. 2013 | 21   | Ironman Hawaii                           | Hawaii            | 09:36:38 | |
| 17. März 2013 | 6    | Ironman Los Cabos                        | Los Cabos         | 09:48:20 | bei der Erstaustragung |
| 8. Juli 2012  | 5    | Ironman Germany                          | Frankfurt         | 09:28:03 | Ironman-Europameisterschaft |
| 27. Mai 2012  | 1    | Ironman Brasil                           | Florianópolis     | 09:17:42 | zweiter Ironman-Sieg für Goos |
| 5. Nov. 2011  | 3    | Ironman Florida                          | Panama City       | 09:22:21 | drittschnellste Schwimmerin mit 56:45 Minuten                                                                                           |
| 21. Mai 2011  | 3    | Ironman Texas                            | The Woodlands     | 09:12:53 | |
| 28. Nov. 2010 | 4    | Ironman Mexico                           | Cozumel           | 09:45:05 | |
| 7. Nov. 2009  | 1    | Ironman Florida                          | Panama City       | 09:08:38 | |
| 4. Okt. 2009  | 1    | Challenge Costa Barcelona Maresme        | Barcelona         | 09:08:01 | Siegerin bei der ersten Auflage des Challenge Barcelona Maresme vor der Deutschen Katja Konschak und der US-Amerikanerin Hillary Biscay |
| 28. Juni 2009 | 1    | ITU Long Distance Triathlon World Series | Brasschaat        | 04:03:06 | |
| 24. Mai 2008  | 7    | Ironman Lanzarote                        | Puerto del Carmen | 10:30:41 | |
| 2008          | 6    | ITU Long Distance Triathlon World Series | Brasschaat        | 04:14:59 | |
| 24. Juni 2007 | 6    | Ironman Switzerland                      | Zürich            | 09:49:22 | |
| 2007          | 3    | Almere Holland Triathlon                 | Almere            | 09:40:41 | |

(DNF – Did Not Finish)